# 趙維岳
趙維岳（？—？），四川保寧府剑州民籍。

## 生平
萬曆四十年（1612年）壬子科四川鄉試第三名舉人，四十四年（1616年）丙辰科三甲一百四十九名進士，兵部觀政，四十五年授南和县知县，爱民训士，士民感戴，建赵公祠以祀之。天啓二年（1622年）擢吏部验封司主事，調考功司、文选司，三年升验封司员外郎，調文选司，四年升稽勋司郎中，给假。崇禎五年（1632年）十月，起为吏部驗封司郎中，次年轉文选司，贬陕西按察司知事，八年升南京大理寺评事。
南明永历元年（1646），与吕大器等人入麻阳乌罗土司，请升土官杨桂兴为总兵。官至刑部侍郎。

## 家族
曾祖趙炳然，兵部尚書。祖父趙居敬，知府。父趙延，郎中。子赵玄览，順治戊戌進士。